# Coppa del mondo di arrampicata 2005
La Coppa del mondo di arrampicata 2005 si è disputata dal 18 marzo al 19 novembre, nelle tre specialità lead, boulder e speed.

## Classifica maschile

### Generale
| Pos. | Atleta               |
| ---- | -------------------- |
| 1    | Tomasz Oleksy        |
| 2    | Kilian Fischhuber    |
| 3    | Dmitrij Šarafutdinov |

### Lead
| Pos.                                                                        | Atleta                   | BUL      | BEL      | AUT     | SUI         | FRA | ESP | CHN | FRA | SLO | Punti |
| --------------------------------------------------------------------------- | ------------------------ | -------- | -------- | ------- | ----------- | --- | --- | --- | --- | --- | ----- |
| 1                                                                           | Flavio Crespi            | 1        | 2        | 1       | 3           | 9   | 1   | 6   | 5   | 1   | 680   |
| 2                                                                           | Jorg Verhoeven           | 2        | 6        | 20      | 4           | 3   | 7   | 2   | 1   | 2   | 562   |
| 3                                                                           | Cédric Lachat            | 3        | 4        | 4       | 1           | 7   | 6   | 3   | 3   | 3   | 560   |
| 4                                                                           | Ramón Julián Puigblanque | 8        | 1        | 2       | 10          | 6   | 3   | 1   | 4   | 14  | 545   |
| 5                                                                           | Alexandre Chabot         | 29       | 3        | 5       | 11          | 1   | 1   |     |     | 5   | 400   |
| 6                                                                           | Patxi Usobiaga Lakunza   | 7        | 10       | 3       | 37          | 2   | 4   | 14  | 7   | 13  | 370   |
| 7                                                                           | Luca Zardini             | 5        | 7        | 9       | 8           | 12  | 7   | 5   | 19  | 15  | 329   |
| 8                                                                           | Tomás Mrázek             | 9        | 8        | 8       |             |     | 5   | 4   | 8   | 4   | 318   |
| 9                                                                           | Sylvain Millet           | 15       | 39       | 7       | 7           | 3   | 9   | 10  | 16  | 11  | 295   |
| 10                                                                          | Timo Preußler            | 13       | 11       | 30      | 2           | 20  | 10  | 10  |     |     | 218   |
| \| Legenda \| 1º posto \| 2º posto \| 3º posto \| A punti \| Senza punti \| |                          |          |          |         |             |     |     |     |     |     |       |
| Legenda                                                                     | 1º posto                 | 2º posto | 3º posto | A punti | Senza punti |     |     |     |     |     |       |

### Boulder
| Pos.                                                                        | Atleta            | GBR      | RUS      | ITA     | FRA         | Punti |
| --------------------------------------------------------------------------- | ----------------- | -------- | -------- | ------- | ----------- | ----- |
| 1                                                                           | Kilian Fischhuber | 4        | 3        | 2       | 3           | 265   |
| 2                                                                           | Jérôme Meyer      | 3        | 1        | 6       | 21          | 222   |
| 3                                                                           | Daniel Dulac      | 10       | 8        | 4       | 2           | 209   |
| 4                                                                           | Christian Core    | 5        | 2        | 12      | 13          | 185   |
| 5                                                                           | Remi Samyn        | 2        | 10       | 13      | 11          | 171   |
| 6                                                                           | Ludovic Laurence  | 9        | 5        | 10      | 7           | 165   |
| 7                                                                           | Mark Croxall      | 1        | 31       | 7       | 16          | 163   |
| 8                                                                           | Loïc Gaidioz      | 8        | 6        | 23      | 5           | 146   |
| 9                                                                           | Gérome Pouvreau   | 23       |          | 1       | 10          | 142   |
| 10                                                                          | Tomasz Oleksy     |          | 19       |         | 1           | 114   |
| \| Legenda \| 1º posto \| 2º posto \| 3º posto \| A punti \| Senza punti \| |                   |          |          |         |             |       |
| Legenda                                                                     | 1º posto          | 2º posto | 3º posto | A punti | Senza punti |       |

### Speed
| Pos.                                                                        | Atleta                 | RUS      | BUL      | FRA     | ITA         | CHN | Punti |
| --------------------------------------------------------------------------- | ---------------------- | -------- | -------- | ------- | ----------- | --- | ----- |
| 1                                                                           | Evgenii Vaitcekhovskii | 2        | 1        | 4       | 3           | 1   | 400   |
| 2                                                                           | Sergey Sinitsyn        | 5        | 3        | 3       | 2           | 2   | 341   |
| 3                                                                           | Tomasz Oleksy          | 14       | 5        | 7       | 1           | 4   | 273   |
| 4                                                                           | Alexander Peshekhonov  | 6        | 2        | 2       | 6           |     | 254   |
| 5                                                                           | Alexandre Chaoulsky    | 9        | 9        | 1       |             |     | 174   |
| 6                                                                           | Libor Hroza            | 21       | 11       | 9       | 7           | 6   | 168   |
| 7                                                                           | Iakov Soubbotine       | 11       | 6        | 11      | 4           |     | 164   |
| 8                                                                           | Chi-Wai Lai            | 15       | 7        | 20      | 11          | 5   | 159   |
| 9                                                                           | Evgueni Minatchev      | 1        |          | 6       |             |     | 147   |
| 10                                                                          | Maksym Styenkovyy      | 10       | 4        |         | 5           |     | 140   |
| \| Legenda \| 1º posto \| 2º posto \| 3º posto \| A punti \| Senza punti \| |                        |          |          |         |             |     |       |
| Legenda                                                                     | 1º posto               | 2º posto | 3º posto | A punti | Senza punti |     |       |

## Classifica femminile

### Generale
| Pos. | Atleta          |
| ---- | --------------- |
| 1    | Sandrine Levet  |
| 2    | Anna Stenkovaya |
| 3    | Jenny Lavarda   |

### Lead
| Pos.                                                                        | Atleta              | BUL      | BEL      | AUT     | SUI         | FRA | ESP | CHN | FRA | SLO | Punti |
| --------------------------------------------------------------------------- | ------------------- | -------- | -------- | ------- | ----------- | --- | --- | --- | --- | --- | ----- |
| 1                                                                           | Angela Eiter        | 1        | 1        | 1       | 1           | 1   | 1   | 2   | 1   | 1   | 880   |
| 2                                                                           | Maja Vidmar         | 5        | 3        | 3       | 2           | 4   | 3   | 1   | 4   | 2   | 616   |
| 3                                                                           | Caroline Ciavaldini | 2        | 4        | 5       |             | 11  | 2   | 10  | 2   | 4   | 466   |
| 4                                                                           | Alexandra Eyer      | 12       | 11       | 11      | 4           | 2   | 5   | 11  | 7   | 10  | 384   |
| 5                                                                           | Muriel Sarkany      | 4        | 5        | 7       | 5           |     | 5   | 7   | 13  | 9   | 357   |
| 6                                                                           | Natalija Gros       | 2        | 6        | 9       |             | 30  | 4   | 9   | 11  | 3   | 353   |
| 7                                                                           | Jenny Lavarda       | 8        | 33       | 15      | 7           | 13  | 5   | 5   | 6   | 6   | 327   |
| 8                                                                           | Yuka Kobayashi      | 7        | 9        |         | 8           | 3   |     | 3   |     | 8   | 290   |
| 9                                                                           | Katharina Saurwein  | 15       | 27       | 8       | 2           | 15  | 12  | 13  | 14  | 7   | 289   |
| 10                                                                          | Lucka Franko        | 11       | 7        | 6       | 9           | 19  | 11  | 8   | 15  | 29  | 267   |
| \| Legenda \| 1º posto \| 2º posto \| 3º posto \| A punti \| Senza punti \| |                     |          |          |         |             |     |     |     |     |     |       |
| Legenda                                                                     | 1º posto            | 2º posto | 3º posto | A punti | Senza punti |     |     |     |     |     |       |

### Boulder
| Pos.                                                                        | Atleta          | GBR      | RUS      | ITA     | FRA         | Punti |
| --------------------------------------------------------------------------- | --------------- | -------- | -------- | ------- | ----------- | ----- |
| 1                                                                           | Sandrine Levet  | 1        | 1        | 2       | 2           | 360   |
| 2                                                                           | Olga Bibik      | 2        | 10       | 1       | 7           | 257   |
| 3                                                                           | Yulia Abramchuk | 3        | 6        | 3       | 5           | 228   |
| 4                                                                           | Emilie Abgrall  | 5        | 3        | 5       | 6           | 214   |
| 5                                                                           | Anna Stöhr      | 12       | 2        | 16      | 3           | 193   |
| 6                                                                           | Leire Aguirre   | 6        | 11       | 12      | 9           | 143   |
| 7                                                                           | Mélanie Son     | 22       | 4        | 9       | 10          | 135   |
| 8                                                                           | Juliette Danion |          |          | 13      | 1           | 126   |
| 9                                                                           | Maud Ansade     | 4        | 5        |         |             | 106   |
| 10                                                                          | Emilie Verdier  | 8        | 13       | 19      | 16          | 100   |
| \| Legenda \| 1º posto \| 2º posto \| 3º posto \| A punti \| Senza punti \| |                 |          |          |         |             |       |
| Legenda                                                                     | 1º posto        | 2º posto | 3º posto | A punti | Senza punti |       |

### Speed
| Pos.                                                                        | Atleta                | RUS      | BUL      | FRA     | ITA         | CHN | Punti |
| --------------------------------------------------------------------------- | --------------------- | -------- | -------- | ------- | ----------- | --- | ----- |
| 1                                                                           | Anna Stenkovaya       | 1        | 1        | 1       | 3           | 5   | 416   |
| 2                                                                           | Valentina Yurina      | 3        | 2        | 2       | 4           | 1   | 380   |
| 3                                                                           | Olga Evstigneeva      | 4        | 4        | 6       |             | 2   | 237   |
| 4                                                                           | Tatiana Ruyga         | 6        | 3        | 4       |             | 12  | 195   |
| 5                                                                           | Svitlana Tuzhylina    | 5        | 7        | 5       | 7           |     | 188   |
| 6                                                                           | Agung Ethi Hendrawati | 19       | 5        | 11      | 2           |     | 176   |
| 7                                                                           | Edyta Ropek           |          |          | 7       | 5           | 3   | 159   |
| 8                                                                           | Evi Neliwati          | 16       | 6        | 13      | 8           |     | 133   |
| 9                                                                           | Olga Zakharova        | 12       | 13       | 12      | 6           |     | 129   |
| 10                                                                          | Olena Ryepko          | 15       |          |         | 1           |     | 122   |
| \| Legenda \| 1º posto \| 2º posto \| 3º posto \| A punti \| Senza punti \| |                       |          |          |         |             |     |       |
| Legenda                                                                     | 1º posto              | 2º posto | 3º posto | A punti | Senza punti |     |       |